# Einhard
Einhard, Einhardus, más néven Eginhard vagy Einhart (Majna völgye, 775 körül – Seligenstadt, 840. március 14.) frank történetíró, Nagy Károly krónikása.
Több műve közül leghíresebbek azok, amelyeket Károly fia és örököse, Jámbor Lajos kérésére írt. Ő írta meg Károly életrajzát Vita Caroli Magni („Nagy Károly élete”) címmel 817–830 körül. Ebből a műből sokat megtudhatunk Nagy Károly életéről és jelleméről. Einhard évkönyvei megírásakor a római történetíró, Suetonius A Caesarok élete című művét tartotta példának. A mű elég elfogult Károly irányában, de más korabeli művekkel összehasonlítva még így is hitelesnek tűnik.
Einhard a Frank Birodalom keleti részéről származott, ami a mai napig német nyelvterület. Fuldában tanult, ami a frankok legszínvonalasabb oktatási központja volt. 791–792 körül került Nagy Károly udvarába. A király igyekezett tudósokkal körülvenni magát, és a northumbriai Alcuin vezetésével királyi „iskolát” hozott létre. Einhard minden bizonnyal tehetséges építész volt, mert Károly több palotakomplexum építésének vezetésével is ő bízta meg, többek közt Aachenben és Ingelheimben is. Bár közelről ismerte Károlyt, Einhard az ő uralkodása alatt nem kapott magas hivatalt. 814-ben, Károly halálakor örököse, Lajos megtette Einhardot magántitkárának. Einhard 828 körül, Lajos és fiai összetűzésekor vonult nyugalomba.

## Magyarul
- Einhard: Nagy Károly élete; ford., bev. Dékáni Kálmán; Franklin, Bp., 1901 (Olcsó könyvtár)